# گرل این رد
ماری اولون رینگهایم (به انگلیسی: Marie Ulven Ringheim؛ زادهٔ ۱۶ فوریهٔ ۱۹۹۹) خواننده-ترانه‌پرداز و تهیه‌کنندهٔ موسیقی نروژی است که با نام هنری ایندی پاپ، گرل این رد (دختر قرمزپوش) شناخته می‌شود. اولین آلبوم چند آهنگ‌های او، فصل ۱ (۲۰۱۸) و فصل ۲ (۲۰۱۹) در اتاق خواب او ضبط شده و دارای آهنگ‌هایی عاشقانه و دربارهٔ سلامت روان هستند. اولین آلبوم استودیویی او اگر می‌توانستم ساکت‌اش کنم (۲۰۲۱) از سوی آوال منتشر شد، که یک موفقیت انتقادی و تجاری بود و برنده سه جایزه گرمی نروژی، از جمله آلبوم سال شد.
گرل این رد به عنوان گی آیکان توسط پی‌پر و «یکی از زیرک‌ترین و هیجان‌انگیزترین خواننده-ترانه‌سراهای فعال در دنیای موسیقی گیتار» توسط نیویورک تایمز ذکر شده‌است. در ژانویه ۲۰۲۱، تک‌آهنگ‌های او «می‌خواهم دوست‌دخترت باشم» (۲۰۱۷) و «ما در اکتبر عاشق شدیم» (۲۰۱۸) در ایالات متحده گواهی طلا گرفتند.

## اوایل زندگی
ماری اولون رینگهایم در شهر هورتن، نروژ در ۱۶ فوریه ۱۹۹۹ به دنیا آمد. او با خواهران و والدین مطلقه‌اش بزرگ شد، و شهر هورتن را در مصاحبه‌ای با تریپل جی در اکتبر ۲۰۱۹، «آرام و تا حدی خسته‌کننده» توصیف کرد. مادرش مهندس فناوری و پدرش پلیس بود. پدربزرگش می‌توانست گیتار و پیانو بنوازد ولی او بدون هیچ‌گونه ابزار موسیقی‌ای در خانه بزرگ شد. در دوران مدرسه و قبل از اینکه در سن ۱۴ سالگی با گیتار و ترانه‌سرایی آشنا شود، اولون می‌خواست که معلم شود. اولون اولین گیتار خود را از پدربزرگش در سال ۲۰۱۲ به عنوان هدیه کریسمس دریافت کرد، اما تا سال ۲۰۱۳ و پس از از دست دادن علاقه‌اش به بازی با فینگربرد، نواختن آن را شروع نکرد. او پدربزرگش را عامل علاقه‌اش به موسیقی می‌داند. اولون از اتاق خوابش استفاده کرده و در آن به خودش نواختن پیانو، گیتار و تهیه کنندگی موسیقی را آموزش داده بود. او کار خود را با نوشتن و انتشار موسیقی بومی نروژی شروع کرد و قصد داشت در دانشگاه در رشته موسیقی تحصیل کند ولی هرگز به این نتیجه نرسیده بود که قرار است موسیقیدان شود.

## زندگی شخصی
اولون اکنون در در اسلو ساکن است. او خود را همجنسگرا و کوئیر معرفی می‌کند. او تولید موسیقی و ترانه‌سرایی را در دانشکده هنر، ارتباطات و فناوری وستردالز اسلو خواند. اولون در سال ۲۰۲۱ فاش کرد که مبتلا به اختلال وسواس فکری-اجباری و اختلال اضطراب فراگیر شده‌است.

## دیسکوگرافی

### آلبوم‌های استودیویی
| عنوان                    | جزئیات | اوج موقعیت‌های نمودار | اوج موقعیت‌های نمودار | اوج موقعیت‌های نمودار | اوج موقعیت‌های نمودار | اوج موقعیت‌های نمودار | اوج موقعیت‌های نمودار | اوج موقعیت‌های نمودار | اوج موقعیت‌های نمودار | اوج موقعیت‌های نمودار | اوج موقعیت‌های نمودار |
| عنوان                    | جزئیات | نروژ                 | استرالیا             | بلژیک (FL)           | فنلاند               | آلمان                | هلند                 | نیوزیلند             | سوئد                 | انگلستان             | ایالات متحده         |
| ------------------------ | --- | -------------------- | -------------------- | -------------------- | -------------------- | -------------------- | -------------------- | -------------------- | -------------------- | -------------------- | -------------------- |
| اگر می‌توانستم ساکت‌اش کنم | - اکران: ۳۰ آوریل ۲۰۲۱ - لیبل: ورلد این رد (توزیع شده توسط آوال) - فرمت: دانلود دیجیتال، پخش آنلاین، کاست، صفحه پخش، سی‌دی | ۲                    | ۱۰                   | ۱۱                   | ۳۰                   | ۱۹                   | ۷                    | ۳۱                   | ۳۱                   | ۷                    | ۶۷                   |

### آلبوم‌های تألیفی
| عنوان | جزئیات                                                                          | اوج موقعیت نمودار |
| عنوان | جزئیات                                                                          | نروژ وینیل        |
| ----- | ------------------------------------------------------------------------------- | ----------------- |
| آغاز  | - اکران: ۶ سپتامبر ۲۰۱۹ - ناشر: ورلد این رد (توزیع شده توسط آوال) - فرمت: وینیل | ۶                 |

### آلبوم‌های چند آهنگه
| عنوان                | جزئیات |
| -------------------- | --- |
| فصل ۱                | - اکران: ۱۴ سپتامبر ۲۰۱۸ - ناشر: گرل این رد (توزیع شده توسط آوال)، هیومن ساندز رکوردز - فرمت: دانلود دیجیتال، پخش آنلاین، کاست |
| فصل ۲                | - اکران: ۶ سپتامبر ۲۰۱۹ - ناشر: گرل این رد (توزیع شده توسط آوال) - فرمت: دانلود دیجیتال، پخش آنلاین                            |
| تک آهنگ‌های اسپاتیفای | - منتشر شده: ۸ سپتامبر ۲۰۲۱ - ناشر: گرل این رد (توزیع شده توسط آوال) - فرمت: پخش آنلاین                                        |

#### به عنوان هنرمند همکار
| عنوان                              | سال  | آلبوم                      |
| ---------------------------------- | ---- | -------------------------- |
| «ملیبو» (لوکوی به‌همراهٔ گرل این رد) | ۲۰۱۸ | میتونیم هممون بریم رختخواب |

## ویدئوشناسی
| عنوان                         | سال  | هنرمند(ها) | کارگردان(ها)                     |
| ----------------------------- | ---- | ---------- | -------------------------------- |
| «دخترها»                      | ۲۰۱۸ | گرل این رد | ماری اولون رینگهایم              |
| «ما در اکتبر عاشق شدیم»       | ۲۰۱۸ | گرل این رد | پیتر تیزن املی                   |
| «لازمه تنها باشم»             | ۲۰۱۹ | گرل این رد | ایزاک جنسن                       |
| «دختر مرده توی استخر»         | ۲۰۱۹ | گرل این رد | لورا لین پتریک                   |
| «ایدهٔ بد»                     | ۲۰۱۹ | گرل این رد | ایزاک جنسن                       |
| «روئه»                        | ۲۰۲۰ | گرل این رد | نیلز ویندفلد                     |
| «دو ملکه در تخت‌خواب کینگ ساز» | ۲۰۲۰ | گرل این رد | نیلز ویندفلد                     |
| «سروتونین»                    | ۲۰۲۱ | گرل این رد | ماری اولون رینگهایم و ایزاک جنسن |
| «بدن و ذهن»                   | ۲۰۲۱ | گرل این رد | تئا هویستندال                    |
| «تو رو مال خودم میدونم»       | ۲۰۲۱ | گرل این رد | ماری اولون رینگهایم و ماتیاس تلز |

#### تلویزیون
| سال  | برنامه تلویزیونی              | یادداشت                   |
| ---- | ----------------------------- | ------------------------- |
| ۲۰۲۱ | نمایش امشب با بازی جیمی فالون | مهمان موزیکال (قسمت ۱۴۵۴) |

## تورها
- تور ورلد این رد (۲۰۱۹)[۲۶][۲۷]
- گشت و گذار آرام (۲۰۲۲)[۲۸]

حمایت کننده
- تور پاییز (۲۰۱۸) (کلرو)[۲۹][۳۰]
- تور نمایش‌های غروب (۲۰۱۹–۲۰۱۸) (کنن گری)[۳۱][۳۲]
- تور جهانی شادتر از همیشه (۲۰۲۲) (بیلی آیلیش)
- تور دوران‌ها (۲۰۲۳) (تیلور سویفت)[۳۳]